# Live Intrusion
Live Intrusion est le premier live sorti en vidéo enregistré par Slayer le 12 mars 1995 à Mesa, dans l'Arizona (USA).
On peut y retrouver les morceaux suivants :
1. Rainning Blood
2. Killing Fields
3. War Ensemble
4. At Dawn They Sleep
5. Divine Intervention
6. Dittohead
7. Captor Of Sin
8. 213
9. South Of Heaven
10. Sex, Murder, Art
11. Mandatory Suicide
12. Angel of Death
13. Hell Awaits
14. Witching Hour
15. Chemical Warfare

Ce concert, datant de la tournée de l'album Divine Intervention, reflète surtout cet opus avec de nombreux titres de ce dernier qui ne sont quasiment plus joués actuellement par le groupe.
Witching Hour est une reprise de Venom, réalisée avec Robb Flynn et Chris Kontos de Machine Head.